# SC Filež
SC Filež, odnosno "nogometni klub Filež" je nogometni klub iz Austrije, iz Fileža.
Klub je oko kojeg se okupljaju gradišćanski Hrvati, hrvatska manjina u Austriji.

## Klupski uspjesi
- Hrvatski nogometni kup (Gradišće):

- prvaci: 1990., 1995.,
- doprvaci:

- gradišćanska liga:
- gradišćansko prvenstvo u malom nogometu: